# African Rose
African Rose es una variedad cultivar de ciruelo (Prunus salicina), de las denominadas ciruelas japonesas (aunque las ciruelas japonesas en realidad se originaron en China, fueron llevadas a los EE. UU. a través de Japón en el siglo XIX).
Una variedad de ciruela japonesa obtenida por el programa de mejora de "ARC - lnfruitec" (Sudáfrica) en 2009. Las frutas tienen una pulpa bastante suave, muy jugosa, con un sabor dulce y agradable con un buen aroma.

## Sinonimia
- "ARC PR-4".[4]

## Historia
'African Rose' variedad de ciruela, mediante el programa de "ARC - lnfruitec" público, cuyos objetivos principales son aunentar la gama de color de la piel del fruto y conseguir buenas características del fruto para su exportación al hemisferio norte a contraestación, los árboles resultantes dieron su primer fruto en 2009, siendo evaluados por Chris Smith de Stellenbosch en Franschhoek, Stellenbosch y Groot Drakenstein , (Sudáfrica). La variedad fue lanzada en los circuitos comerciales en 2009 por "ARC Infruitec", Nietvoorbij, Sudáfrica.
'African Rose' está cultivada en Sudáfrica, Israel, y España.

## Características
'African Rose' árbol medio y vigoroso, siendo su fuerte crecimiento erguido una característica notable de la variedad, extendido, bastante productivo. Flor blanca, que tiene un tiempo de floración que comienza a partir del 18 de abril con el 10% de floración, para el 21 de abril tiene una floración completa (80%), y para el 8 de mayo tiene un 90% de caída de pétalos. Es autofértil, y no necesita un polinizador para cuajar la abundante cosecha.
'African Rose' tiene una talla de fruto mediano, de forma redondeada, simétrica, a menudo con un punto característico en el extremo estilar,  con peso promedio de 65.87 g; epidermis tiene una piel gruesa de color rojo brillante, sobre fondo amarillento, a menudo con numerosas manchas de lenticelas blancas diminutas; pulpa de color amarillo claro, y tiene una textura jugosa. A diferencia de muchas otras ciruelas, 'African Rose' ya ha desarrollado un buen sabor en la etapa de maduración de la cosecha, y cuando está madura para comer tiene un sabor dulce y agradable con un buen aroma.
Hueso muy adherente, pequeño, elíptico, aplanado, surcos poco marcados, superficie rugosa.
Su tiempo de recogida de cosecha se inicia en su maduración a finales de junio.

## Usos
Una buena ciruela de postre fresco en mesa.

## Enfermedades
Muy resistente a la mancha bacteriana y otras enfermedades de las hojas.